# Loos (Nord)
Loos, também chamada às vezes Loos-lès-Lille ou Loos-lez-Lille, é uma comuna francesa situada no departamento do Norte, na região dos Altos da França. Ela é limítrofe da comuna de Lille.

## Geografia

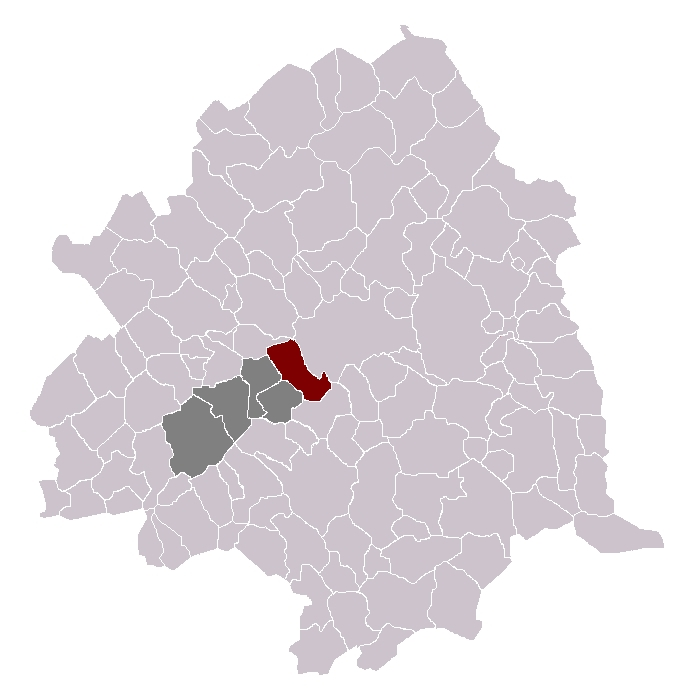
Loos em seu cantão e seu arrondissement.

Loos é localizada no departamento do Norte, no cantão de Lille-6 e na primeira circunscrição eleitoral do Norte. Loos é uma comuna no sudoeste do subúrbio de Lille, localizado no Mélantois, na fronteira dos Weppes na Flandres romana. É atravessada pelo Deûle.

### Transportes
A auto-estrada A25, ligando Lille a Dunquerque, atravessa a comuna e a serve por meio das saídas 4 e 5.

## Nome
Nomes antigos : Los em 1147, cart. dé Loos. de Laude por volta de 1167. Loz, Lohs, Laus, Latoe, Lauc, Lo por volta de 1273, cart. de FUnes. Lande , 1280, cart. de N.-D. de Condé.
Pode se hesitar entre lauth, termo germânico para "prado pantanoso" e lauha, também germânico, para "pequeno bosque (esparso)". Se encontra este segundo termo frequentemente na toponímia neerlandesa  (nomes de lugares em -lo(o)). Parece porém que aqui, seria melhor manter o primeiro significado - "Prados pantanosos". O -s do plural é românico.

## História
Os cânones de Seclin tinham o altar de Loos, o papa Celestino III confirmou-os nesta possessão em 1182. O capítulo nominou para a cúria e tinha dois feixes de dízimo, que era de nove feixes por uma centena de metros. — Costume particular, acordado em Bruxelas pelo rei de Espanha, em 1º de junho de 1565.
A agência do correio de Loos e o estádio municipal foram inaugurados por Pierre Mauroy, presidente da comunidade urbana de Lille e prefeito de Lille na época.
Um livro de Henri D'Hoossche conta a história de Loos, das origem à 1ª República. Foi dado aos alunos na década de 1970 por ocasião da obtenção do BEPC.

## Geminação
- Geseke (Alemanha) (1978)

## Cultura e patrimônio

### Lugares e monumentos

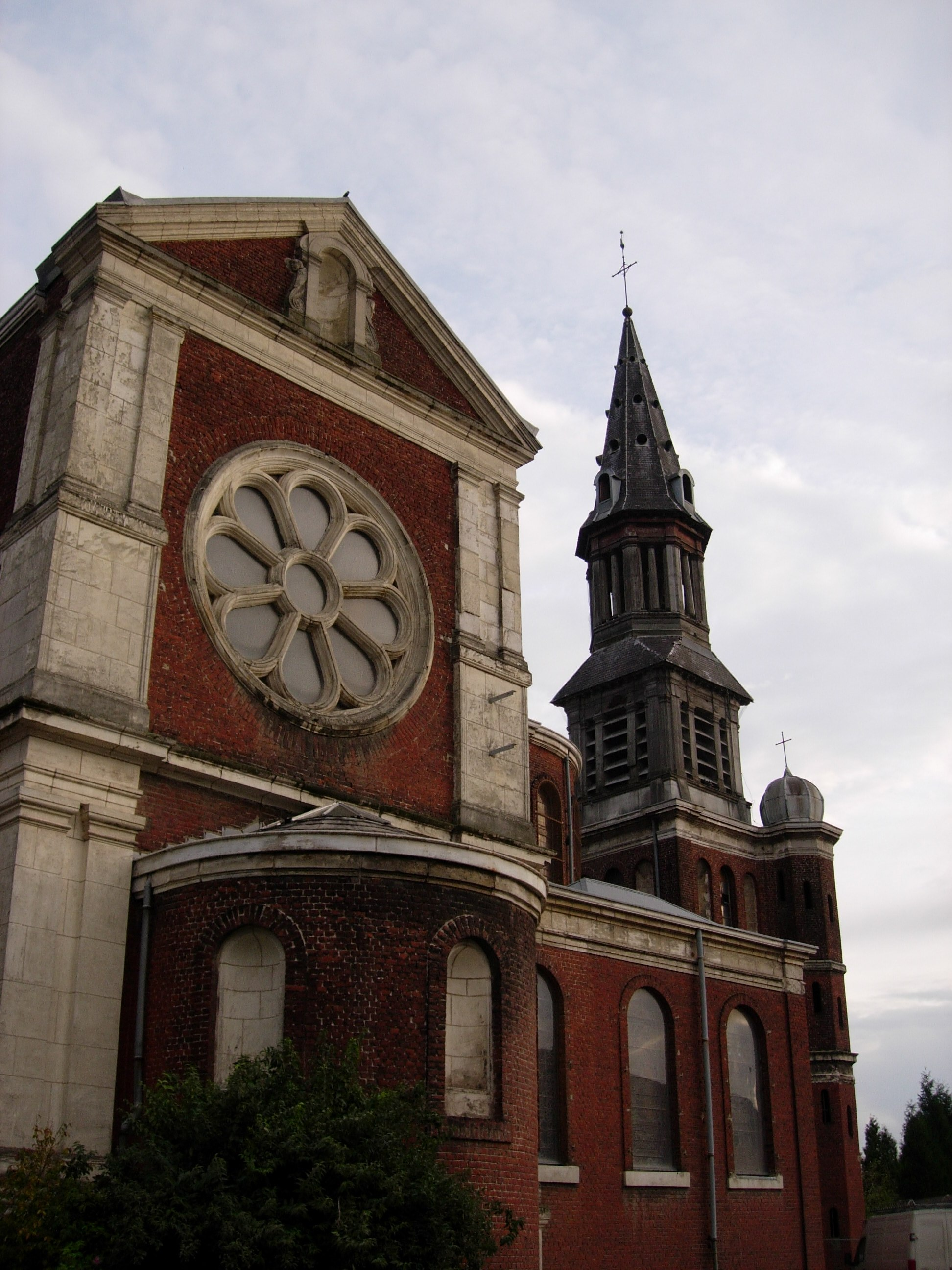
Igreja Notre-Dame de Grâce.

- O campanário do hôtel de ville. Altura de 38 m e típico do estilo neo-flamengo desenvolvido na Flandres e na antiga Holanda, foi construído na década de 1880 de 14 de janeiro de 1883 a 17 de agosto de 1884) pelo arquiteto Louis Marie Cordonnier em um antigo prado. É inscrito como patrimônio mundial da UNESCO desde 2005 e também é inscrito no inventário dos monumentos históricos desde 2001[2];[3]
- A igreja Notre-Dame-de-Grâce: a capela de Notre-Dame-de-Grâce, concluída e abençoada em 1591, foi logo ampliada e consagrada pelo bispo Michel d'Esne, em 1611. Os arquiduques Albert et Isabelle vieram em peregrinação após a sua entrada solene em Lille; e o seu exemplo foi seguido. Esta capela tornou-se, no final do século passado, um domínio nacional e foi vendido; não foi destruída antes de 1811 ;
- A capela do château de Landas (6 avenue Kühlmann) ; ela data do século XVII, inscrita no inventário dos monumentos históricos em 1984[4]

### Personalidades ligadas à comuna
- Paul Bertrand: botânico